# Зміни адміністративно-територіального поділу СРСР
Зміни поділу СРСР
Наведені усі важливі зміни адміністративно-територіального поділу Союзу Радянських Соціалістичних Республік в хронологічному порядку. Детальніше про зміни в поділі в Російській Радянській Федеративній Соціалістичній Республіці дивись Зміни поділу РРФСР

## 1910-і роки
1917
- 7 листопада створена Російська Радянська Республіка (столиця - Петроград)
- 20 листопада створена Українська Народна Республіка (УНР) (центр - Київ)
- 12 грудня створена Українська Народна Республіка Рад (центр - Харків)
- 18 грудня декрет радянської Росії про незалежність Фінляндії. Створена Фінляндія (центр - Гельсінкі) з Фінляндського генерал-губернаторства

1918
- 27 січня мирний договір УНР з Німецькою імперією. Початок окупації України німцями
- 3 березня Брестська угода РРФСР та Німецької імперії (а також Австро-Угорщини, Болгарського царства та Османської імперії). Територія Польщі, Балтії, західних частин Білорусі та України вийшли зі складу РРФСР
- 12 березня новою столицею РРФСР (замість Петрограда) стала Москва
- 30 квітня створена Туркестанська Радянська Федеративна Республіка (центр - Ташкент, у складі РРФСР)
- 1 листопада створена Західноукраїнська Народна Республіка (центр - Львів) з української частини Галичини листопад створена Польська республіка (столиця - Варшава) з Варшавського генерал-губернаторства

1919
- 1 січня створена Радянська Соціалістична Республіка Білорусі (столиця - місто Смоленськ, у складі РРФСР)
- 5 січня новою столицею Білоруської РСР (замість Смоленська) стало місто Мінськ
- 7 січня до складу РРФСР увійшла УРСР
- 22 січня об'єднання УНР та ЗУНР
- 31 січня Білоруська РСР вийшла зі складу РРФСР
- 27 лютого створена Литовсько-Білоруська РСР (ЛитБілРСР) (центр - місто Вільнюс, до складу якої увійшла територія БРСР, яка ще не була зайнята військами німецьких інтервентів, у складі РРФСР)
- 20 квітня новим центром Литовсько-Білоруської РСР (замість Вільнюса) став Мінськ
- 5 травня створена Бессарабська Радянська Соціалістична Республіка (столиця - місто Одеса)
- 2 серпня новою столицею Бессарабської РСР (замість Одеси) стало місто Тирасполь
- 8 серпня новою столицею Литовсько-Білоруської РСР (замість Мінська) став Смоленськ

вересень ліквідована Бессарабська РСР у зв'язку з окупацією території військами інтервентів
утворена Польська РСР (до 1922, центр - Бєлосток)

## 1920-і роки
1920
- 6 квітня утворена Далекосхідна республіка (центр — місто Верхньоудинськ (Улан-Уде) — до жовтня 1920, потім — Чита)
- 20 квітня створена Азербайджанська РСР (АзРСР) (столиця — місто Баку)
- 25 квітня початок Радянсько-Польської війни
- 6 червня зі зв'язку з окупацією території польськими та німецькими інтервентами ліквідована Литовсько-Білоруська РСР
- 26 липня створена Киргизька АРСР (центр — місто Оренбург, у складі РРФСР, нині — уся територія Казахстану та Киргизстану та прилеглі райони Росії)
- 31 липня відновлена Білоруська РСР (столиця — Мінськ, у складі РРФСР)
- вересень Туркестанська Радянська Федеративна Республіка перетворена на Туркестанську АРСР (центр — місто Ташкент, у складі РРФСР)
- 8 жовтня створена Хорезмська Народна Радянська Республіка (ХНРР) на території колишнього Хівинського ханства (центр — місто Хіва) та Бухарська НРР (БНРР) на території колишнього Бухарського емірату (площа — 18 200 км², населення — 2 200 000, центр — місто Стара Бухара)
- 12 жовтня підписано перемир'я між РРФСР та Польщею. Частини БРСР та УРСР фактично находилися під владою Польщі
- 29 листопада створена Вірменська РСР (ВірРСР) (столиця — місто Еревань, у складі РРФСР)

1921
- 9 лютого створена Грузинська Соціалістична Радянська Республіка (ГСРР) (центр — місто Тифліс, у складі РРФСР)
- 25 лютого ГСРР перейменована на Грузинську РСР (столиця — Тифліс)
- 4 березня створена Абхазька РСР (АбхРСР) (столиця — місто Сухум)
- 18 березня Ризька мирна угода між РРФСР та Польщею. Західна Україна та Білорусь увійшли до складу Польщі
- 16 липня створена Аджарська АРСР (у складі ГРСР)
- 16 грудня Абхазька РСР увійшла до складу Грузинської РСР

1922
- 12 березня створений ФССРРЗ (Федеративний Союз Соціалістичних Радянських Республік Закавказзя): об'єднання Азербайджанської РСР, Вірменської РСР, Грузинської РСР (центр — місто Тифліс, у складі РРФСР).
- 20 квітня створена АО Південної Осетії (центр — місто Цхінвалі, у складі ГРСР)
- 15 листопада до складу РРФСР увійшла Далекосхідна РСР
- 13 грудня створена Закавказька Соціалістична Федеративна Радянська Республіка (ЗСФРР) на базі вже сформованого раніше ФССРРЗ (столиця — місто Тифліс)
- 30 грудня створений Союз Радянських Соціалістичних Республік. За першою Конституцією СРСР до його складу увійшли Російська Соціалістична Федеративна Радянська Республіка (РСФРР), Закавказька Соціалістична Федеративна Радянська Республіка (ЗСФРР), Українська Соціалістична Радянська Республіка (УСРР), Білоруська Соціалістична Радянська Республіка (БСРР)

1923
- 7 липня створені АО Нагірного Карабаху (в межах ЗРФСР, АзРСР, центр — місто Шуша, у тому ж році пізніше — місто Степанакерт) та Курдська АО (в межах ЗРФСР, АзРСР, центр — місто Лачин)
- 20 жовтня Хорезмська НРР перейменована на Хорезмську СРР

1924
- 9 лютого створена Нахічеванська АРСР (у складі АзРСР)
- 12 жовтня створена Молдавська АРСР (у складі УРСР, центр — Балта)
- 14 жовтня створена Кара-Киргизька АО РРФСР (центр — Пішкек) з частин Джетисуйської, Сирдар'їнської, Самаркандської та Ферганської губерній (у складі Киргизької АРСР РРФСР) та Таджицька АРСР (центр — Дюшамбе) з частини Бухарської РСР, частин Ферганської та Самаркандської області Туркестанської АРСР
- 27 жовтня Туркестанська АРСР, а також Бухарська та Хорезмська СРР розділилися на 2 частини: створені Туркменська РСР (столиця — Полторацьк) з Туркменської області Туркестанської АРСР, західних частинн Бухарської та Хорезмської СРР та Узбецька РСР (столиця — Самарканд) з Самаркандської, Ферганської області, а також частини Сирдар'їнської області Туркестанської АРСР та східних частин Хорезмської та Бухарської СРР (у склад УзРСР увійшла Таджицька АРСР), а також частини Джетисуйської та Амудар'їнської областей, що перейшли до Киргизької АРСР РРФСР

1925
- 2 січня створена Горно-Бадахшанська АО (у складі Таджицької АРСР)
- 16 лютого створена Кара-Калпацька АО РРФСР (центр — Чимбай, пізніше — Турткуль) з частини Амудар'їнської області
- лютий — новим центром Киргизької АРСР (замість Оренбурга) стало місто Кзил-Орда
- 25 травня Кара-Киргизька АО перейменована на Киргизьку АО (центр — місто Пішкек, у складі РРФСР)

1926
- 1 лютого Киргизька АО перетворена на Киргизьку АРСР (центр — місто Фрунзе (колишнє місто Пішкек), у складі РРФСР)

1927
- 29 квітня новим центром Казахської АРСР (замість Кзил-Орди) стало місто Алма-Ата
- місто Полторацк (столиця Туркменської РСР) перейменовано в Ашгабад

1928
- 15 серпня ліквідовані Акмолинська, Семіпалатинська, Сирдар'їнська та Уральська області Киргизької АРСР

1929
- червень — новим центром Молдавської АРСР (замість Балти) стало місто Тирасполь
- 16 жовтня Таджицька АРСР перетворена на Таджицьку РСР (столиця — місто Сталінабад, у складі Узбецької РСР)
- 5 грудня створена Таджицька РСР (ТаРСР) (вийшла з УзРСР, на базі Таджицької АРСР)

ліквідована Курдська АО

## 1930-і роки
1930
- 17 квітня Абхазька РСР перетворена у Абхазьку АРСР (у складі ГРСР)
- 20 липня Кара-Калпацька АО вийшла зі складу Казахської АРСР (у складі РРФСР)

новою столицею Узбецької РСР (замість Самарканду) став Ташкент
1932
- 10 березня у складі Казахської АРСР створено 6 областей: Актюбинська, Алма-Атинська, Західно-Казахстанська (центр – Уральськ), Карагандинська (центр – Петропавловськ), Південно-Казахстанська (центр – Чимкент) та Східно-Казахстанська (центр – Семипалатинськ) області
- 20 березня Кара-Калпацька АО перетворена на Кара-Калпацьку АРСР (у складі РРФСР)

1936
- 29 липня створено 2 області Казахської АРСР: Кустанайська (з частин Актюбинської та Карагандинської) та Північно-Казахстанська (центр – Петропавловськ, з частини Карагандинської області). Новим центром Карагандинської області (замість Петропавловська) стало місто Караганда
- 5 грудня (час прийняття нової Конституції СРСР) з ЗРФСР (був ліквідований) вийшли знов створені: Грузинська РСР, Азербайджанська РСР, Вірменська РСР
- 5 грудня з РРФСР вийшли новостворені: Казахська РСР (КазРСР), Киргизька РСР (КирРСР)
- 5 грудня Кара-Калпацька АРСР перейшла зі складу РРФСР до УзРСР
- місто Тифліс (столиця Грузинської РСР) перейменоване на Тбілісі, місто Еревань (столиця Вірменської РСР) перейменоване на Єреван, АО Південної Осетії перейменована на Південно-Осетинську АО, місто Цхінвалі (центр Південно-Осетинської АО) перейменоване на Сталінігірі

1937
- АО Нагорного Карабаху перейменована на Нагірно-Карабаську АО (у складі АзРСР), до складу Карагандинської області Казахської РСР увійшов Каркалінський округ

1938
- 15 січня у складі Білоруської РСР створено 5 областей: Вітебська область, Гомельська область, Мінська область, Могилівська область, Поліська область (центр – Мозир). У складі Узбецької РСР створено 5 областей: Бухарська, Самаркандська, Ташкентська, Ферганська та Хорезмська (центр – Ургенч) області. У складі Казахської РСР створено 3 області: Гур’євська (з частини Західно-Казахстанської), Кзил-Ординська (з частин Південно-Казахстанської та Актюбинської областей) та Павлодарська область (з частин Східно-Казахстанської та Карагандинської областей)

1939
- 23 серпня Радянсько-німецький договір про ненапад ("Пакт Молотова-Рібентропа"), секретний протокол про межі сфер впливу СРСР та Німеччини у Східній Європі
- 28 вересня договір про дружбу та кордон між СРСР та Німеччиною. Частини польської території увійшли до складу УРСР та БРСР (території сучасних Тернопільської, Івано-Франківської, Рівненської, Волинської, Львівської, Брестської, Гродненської, та колишніх Бєлостоцької та Дрогобицької областей УРСР та БРСР)
- 10 жовтня згідно договору м. Вільно і Віленська область передані Радянським Союзом Литовській республіці.
- 14 жовтня у складі Казахської РСР створено 3 області: Акмолінська (з частин Карагандинської та Північно-Казахстанської областей), Джамбульська (з частин Алма-Атинської та Південно-Казахської області) та Семипалатинська (з частин Східно-Казахстанської та Алма-Атинської) області. Новим центром Східно-Казахстанської області (замість Семипалатинська) стало місто Усть-Кам’яногірськ.
- 27 жовтня у складі Таджицької РСР створено 4 області: Гармська, Кулябська, Ленінабадська та Сталінабадська
- 21 листопада у складі Киргизької РСР створено 5 областей: Джалал-Абадська (центр – Джалал-Абад), Іссик-Кульська (центр – Пржевальськ), Ошська (центр – Ош), Тянь-Шанська (центр – Нарин) та Фрунзенська (центр – Фрунзе) області. У складі Туркменської РСР створено 5 областей: Ашхабадська, Красноводська, Марийська, Ташаузька та Чарджоуська області.[1]
- 30 листопада початок Радянсько-Фінляндської війни
- 4 грудня створені Барановицька (центр – Барановичі), Бєлостокська (центр – Бєлосток), Брестська (центр – Брест), Вілейська (центр – Вілейськ) та Пінська (центр – Пінськ) області Білоруської РСР з території, що увійшли до складу СРСР з Польщі

## 1940-і роки
1940
- 12 березня Кінець Радянсько-Фінляндської війни. Фінляндія передала СРСР територію Карельського перешийка (150 км від Ленінграду), північно-західного узбережжя Ладозького озера, район Куолаярві, а також території на півостровах Середній та Рибачий
- 31 березня створена Карело-Фінська РСР (на базі колишньої Карельської АРСР, вийшла зі складу РРФСР)
- 21 липня створені Естонська РСР (ЕРСР), Латвійська РСР (ЛатРСР) та Литовська РСР (ЛитРСР)
- 2 серпня створена Молдавська РСР (на базі Молдавської АРСР УРСР та частини приєднаної Бессарабії та Північної Буковини)
- 3 серпня Литовська РСР увійшла до складу СРСР
- 5 серпня Латвійська РСР увійшла до складу СРСР
- 6 серпня Естонська РСР увійшла до складу СРСР

1941
- 6 березня у складі Узбецької РСР створено 3 області: Андижанська (з частини Ферганської), Наманганська (з частини Ферганської) та Сурхандар’їнська (центр – Термез, з частини Бухарської області)
- 22 червня початок Німецько-радянської війни між СРСР та Німеччиною (а також Румунією, Угорщиною, Фінляндією)

1943
- 20 січня у складі Узбецької РСР створена Кашкадар’їнська область (центр – Карші) з частини Бухарської області
- жовтень ліквідована Карачаївська АО (територія віддана Грузинської РСР)
- 29 грудня у складі Туркменської РСР створена Керкінська область з частини Чарджоуської області

1944
- 7 січня у складі Таджицької РСР створена Курган-Тюбинська область з частин Кулябської та Сталінабадської областей
- 16 березня у складі Казахської РСР створено 2 області: Кокчетавська (з частин Акмолінської та Північно-Казахстанської) та Талди-Курганська (з частини Алма-Атинської області)
- 22 червня у складі Киргизької РСР створена Таласька область (центр – Талас) з частин Фрунзенської та Джала-Абадської областей
- 19 вересня мирна угода між СРСР та Фінляндією. Область Печенги (фінська Петсамо) перейшла до складу СРСР
- 20 вересня у складі Білоруської РСР створені Бобруйська область з частин Мінської, Могилівської та Поліської областей, Гродненська область з частин Барановицької, Бєлостоцької та Брестської областей та Полоцька з частин Вілейської та Вітебської областей. Вілейська область перейменована на Молодечненську (новий центр – Молодечно). Більша частина Бєлостоцької області відійшла до Польщі, менша – до складу Гродненської області
- 11 жовтня до складу РРФСР увійшла Тувинська АО (територія колишньої Тувинської Народної Республіки)

1945
- 19 січня у складі Таджицької РСР створена Ура-Тюбинська область з частини Ленінабадської області
- 11 лютого Кримська (Ялтинська) конференція представників СРСР, США та Великої Британії. Нова концепція розподілу території деяких європейських країн
- 8 травня кінець Німецько-радянської війни. До складу СРСР увійшли території Кенігсбергу (Східна Пруссія), Клайпеди
- 29 червня договір про Закарпатську Україну між СРСР та Чехословаччиною. До складу УРСР увійшла Закарпатська область
- 6 липня договір про обмін населенням між СРСР та Польщею. Тисячі українців, поляків та білорусів залишили свої домівки, та були перевезені через радянсько-польський кордон в обох напрямках
- 16 серпня договір про державний кордон між СРСР та Польщею. До складу Польщі від Білоруської РСР (згідно з лінією Керзона) перейшла більша частина Бєлостоцької області

1946
- 2 лютого з отриманої від Японії південної частини острова Сахалін та Курильських островів створена Південно-Сахалінська область (центр - Південно-Сахалінськ) у складі Хабаровського краю
- 7 квітня з радянської частини Східної Пруссії (місто Кенігсберг та прилеглі території) створена Кенігсбергська область РРФСР

1947
- 23 січня ліквідовано 2 області Таджицької РСР: Курган-Тюбинська (територія увійшла до Сталінабадської) та Ура-Тюбинська (до Ленінабадської та Кулябської областей). Ліквідовані 2 області  Туркменської РСР: Керкінська область (перейшла до Чарджоуської області) та Красноводська (перейшла до Ашхабадської області)
- 3 лютого Фінляндія передала СРСР територію поблизу гідроелектростанції Яніскоскі та її греблі (176 км²)

## 1950-і роки
1950
- 20 червня у складі Литовської РСР створені 4 області: Вільнюська, Каунаська, Клайпедська, Шяуляйська області

1951
- 15 лютого за радянсько-польською міжурядовою угодою Кристинопіль увійшов до складу Львівської області УРСР
- 10 квітня ліквідована Сталінабадська область Таджицької РСР, райони перейшли безпосередньо до республіканського підпорядкування
- 3 червня за радянсько-польською міжурядовою угодою Устрики Долішні виведені зі складу Дрогобицької області УРСР та передані до складу Польської Народної Республіки
- 5 листопада у складі Грузинської РСР створені Тбіліська (центр – Тбілісі) та Кутаїська (центр – Кутаїсі) області

1952
- 3 квітня у складі Азербайджанської РСР створені Бакинська (центр – Баку) та Гянджинська (центр – Гянджа) області
- 4 квітня відновлена Красноводська область Туркменської РСР з Ашхабадської області
- 8 квітня у складі Латвійської РСР створені 3 області: Даугавпілська, Лієпайська та Ризька
- 10 травня у складі Естонської РСР створені 3 області: Пярнуська, Талліннська та Тартуська

1953
- 23 квітня Тбіліська, Кутаїська області Грузинської РСР та Бакинська, Гянджинська області Азербайджанської РСР  ліквідовані, райони областей перейшли до республіканського підпорядкування
- 25 квітня Даугавпілська, Лієпайська та Ризька області Латвійської РСР ліквідовані, райони областей перейшли до республіканського підпорядкування
- 28 квітня Пярнуська, Талліннська та Тартуська області Естонської РСР ліквідовані, райони областей перейшли до республіканського підпорядкування
- 28 травня Вільнюська, Каунаська, Клайпедська та Шяуляйська області Литовської РСР ліквідовані, райони областей перейшли до республіканського підпорядкування

1954
- 8 січня ліквідовано 5 областей Білоруської РСР: Барановицька (частини увійшли до Брестської, Гродненської, Мінської та Молодечненської областей), Бобруйська (до Гомельської, Мінської та Могилівської областей), Пінська (до Брестської області), Поліська (до Гомельської), Полоцька (до Вітебської та Молодечненської областей)
- 19 лютого до складу УРСР від РРФСР перейшла Кримська область

1955
- 24 серпня ліквідовані Гармська та Кулябська області Таджицької РСР, райони увійшли безпосередньо до республіканського підпорядкування
- 9 грудня ліквідована Красноводська область Туркменської РСР, увійшла до Ашхабадської області

1956
- 18 лютого Таласька область Киргизької РСР увійшла до складу Фрунзенської області
- 16 липня до складу РРФСР увійшла Карело-Фінська РСР (перетворена на Карельську АРСР)

1959
- 27 січня Джалал-Абадська область Киргизької РСР увійшла до складу Ошської області. Іссик-Кульська та Фрунзенська області ліквідовані, їх райони увійшли безпосередньо до республіканського підпорядкування
- 21 травня Дрогобицька область Української РСР увійшла до складу Львівської області
- 25 травня ліквідована Ашхабадська область Туркменської РСР, її райони увійшли безпосередньо до республіканського підпорядкування
- 6 червня Талди-Курганська область Казахської РСР увійшла до складу Алма-Атинської області

## 1960-і роки
1960
- 20 січня Молодечненська область Білоруської РСР ліквідована, територія увійшла до Вітебської, Гродненської та Мінської областей
- 25 січня ліквідовано 2 області Узбецької РСР: Кашкадар’їнська (увійшла до Сурхандар’їнську область) та Наманганська (увійшла до Андижанської та Ферганської – Папський район – областей)
- 26 грудня у складі Казахської РСР створений Цілинний край (центр – Акмолінськ) з Цілиноградської, Кустанайської, Північно-Казахстанської, Кокчетавської та Павлодарської областей та 1 промислового району

1961
- 20 березня центр Цілинного краю місто Акмолінськ перейменоване на Цілиноград
- 24 квітня у складі Цілинного краю Казахської РСР створено Цілиноградську область
- місто Сталінабад (столиця Таджицької РСР) перейменоване у Душанбе, місто Сталінігірі (центр Південно-Осетинської АО) перейменоване у Цхінвалі

1962
- 28 березня ліквідована Ленінабадська область Таджицької РСР, її райони увійшли безпосередньо до республіканського підпорядкування
- 3 травня у складі Казахської РСР створено 2 краї: Західно-Казахстанський (центр - місто Актюбинськ, Актюбинська, Уральська та Гур'євська області та 3 промислових райони), Південно-Казахстанський (центр - Чимкент, Чимкентська, Кзил-Ординська та Джамбульська області). Західно-Казахстанська область перейменована на Уральську, Південно-Казахстанська – на Чимкентську
- 30 грудня Тянь-Шанська область Киргизької РСР ліквідована, її райони увійшли безпосередньо до республіканського підпорядкування

1963
- 10 січня ліквідовані усі 3 області Туркменської РСР: Марийська, Ташаузька та Чарджоуська
- 16 лютого у складі Узбецької РСР створена Сирдар’їнська область (центр – Гулістан) з частин Самаркандської та Ташкентської областей, а також з декількох районів Казахської РСР

1964
- 7 лютого відтворена Кашкадар’їнська область Узбецької РСР (центр – Карші) з частини Сурхандар’їнської області
- 1 грудня ліквідовано 2 краї Казахської РСР: Західно-Казахстанський та Південно-Казахстанський краї

1965
- 19 жовтня ліквідований Цілинний край Казахської РСР

1967
- 18 грудня відтворена Наманганська область Узбецької РСР з частин Ферганської та Андижанської областей
- 23 грудня відтворена Талди-Курганська область Казахської РСР з Алма-Атинської області

## 1970-і роки
1970
- 23 листопада у складі Казахської РСР створена Тургайська область (центр – Аркалик) з частин Кустанайської та Цілиноградської областей
- 11 грудня у складі Киргизької РСР створена Наринська область з районів республіканського підпорядкування (з районів колишньої Тянь-Шанської області: 1939 – 1962 років) та відновлена Іссик-Кульська (центр – Пржевальськ) область з районів республіканського підпорядкування
- 14 грудня відновлені 3 області Туркменської РСР: Марийська, Ташаузька та Чарджоуська області
- 23 грудня відновлена Ленінабадська область Таджицької РСР

1971
- до складу Чимкентської області Казахської РСР увійшли 3 райони Сирдар’їнської області Узбецької РСР

1973
- 20 березня у складі Казахської РСР створено 2 області: Джезказганська (з частини Карагандинської) та Мангишлацька (центр – Шевченко, з частини Гур’євської області)
- 27 грудня відновлені 2 області Туркменської РСР: Ашхабадська та Красноводська з районів республіканського підпорядкування
- 29 грудня створена Джиззацька область Узбецької РСР (центр – Джиззак) з частин Самаркандської та Сирдар’їнської областей. Відновлена Кулябська область Таджицької РСР з районів республіканського підпорядкування

## 1980-і роки
1980
- 3 вересня У складі Киргизької РСР створена Таласька область

1982
- 20 квітня у складі Узбецької РСР створена Навоїйська область (центр — Навої) з частини Бухарської області

1988
- червень до складу Гур'євської області Казахської РСР ввійшла Мангишлацька область, Тургайська область Казахської РСР ліквідована, територія ввійшла до складу Цілиноградської та Кустанайської областей Казахської РСР
- серпень ліквідовані Ашхабадська та Красноводська області Туркменської РСР, їх райони ввійшли безпосередньо до республіканського підпорядкування
- 6 вересня до складу Сирдар'їнської області Узбецької РСР ввійшла Джиззацька область. Новим центром Сирдар'їнської області (замість Гулістана) стало місто Джиззак; до складу Самаркандської області Узбецької РСР ввійшла Навоїйська область. Створена Хатлонська область Таджицької РСР (центр — місто Курган-Тюбе) з Кулябської, Курган-Тюбинської областей та міста Нурек Таджицької РСР
- 5 жовтня ліквідована Таласька область Киргизької РСР: Токтогульський район та місто Кара-Куль перейшли до Ошської області, інші райони — безпосередньо до республіканського підпорядкування; ліквідована Наринська область Киргизької РСР: територія розділена між Ошською областю (Тогуз-Тороузький район) та Іссик-Кульською областю (усі інші)

1989
5 районів Самаркандської області УзРСР і місто Навої передані до Бухарської області

## 1990-і роки
1990
- березень Сирдар’їнська область Узбецької РСР розділена на Джиззацьку область (центр – Джиззак) та Сирдар’їнську область (центр – Гулістан)
- серпень відновлена Тургайська область Казахської РСР (центр – Аркалик) з частин Кустанайської та Цілиноградської областей
- Хатлонська область Таджицької РСР розділена на 2 частини: Кулябська (центр – Куляб) та Курган-Тюбинська (центр – Курган-Тюбе) - відновлені

Інформацію про зміни адміністративного поділу лише РРФСР дивись: Зміни поділу РРФСР